# Maria Messina
Pour les articles homonymes, voir Messina.
Œuvres principales
- La Maison paternelle (nouvelle)
- La Maison dans l'impasse (roman)

Maria Messina (1887 – 1944) est une écrivaine italienne, autrice de nouvelles et de romans mettant en scène l'oppression des femmes de Sicile, sa terre natale.

## Biographie
Maria Messina est née le 14 mars 1887 à Palerme ; elle est la fille de Gaetano Messina, inspecteur de l'enseignement, et de Gaetana Valenza Trajna, issue d'une famille aristocratique désargentée. Elle déménage au gré des affectations de son père, d'abord à Mistretta (1903-1909) puis dans les Marches, en Ombrie, en Toscane, enfin à Naples où se fixe la famille. Elle ne fréquente pas l'école mais étudie sous la direction de sa mère et bénéficie par la suite des encouragements de son frère, Salvatore, qui a repéré ses dons littéraires. Salvatore est également le père d'Annie Messina qui, sous le pseudonyme de Gamîla Ghâli, publie en 1982 Le Myrte et la Rose. À 20 ans, on diagnostique à Maria Messina une sclérose en plaques qui progressivement l’immobilise et l’empêche d’écrire : elle cesse de publier en 1928, à 41 ans, seize ans avant sa mort, le 19 janvier 1944 à Pistoia, en Toscane.
Maria Messina publie en 1909 son premier recueil de nouvelles, Pettini fini e altre novelle. À partir de cette date et pendant une dizaine d'années, elle entretient une correspondance chaleureuse avec Giovanni Verga, chef de file du mouvement veriste, qui la soutient en la recommandant à des éditeurs et des directeurs de revues. L'influence du grand auteur sicilien est sensible dans ses premiers écrits, puis elle s'en détache en privilégiant une thématique spécifiquement féminine. Elle la développe d'abord dans des nouvelles, qui restent son genre de prédilection, puis à partir de 1920 dans des romans dont le plus connu, La Maison dans l'impasse, paraît en 1921 chez Treves, éditeur milanais de D'Annunzio et Pirandello. Maria Messina analyse avec finesse la psychologie de femmes « vaincues parmi les vaincus » qui « n'ont ni la force de s'indigner ni celle de se défendre », que ce soit contre l'oppression des pères ou des maris, ou l'incompréhension des mères ou des sœurs. Elle restitue avec sensibilité la vie familiale asphyxiante, faite d'obéissance et de soumission, qui finit par les étouffer en en faisant des femmes « pâles, maigrelettes, vêtues de noir ».
Maria Messina connaît une certaine notoriété de son vivant ; dès sa première publication, Pettini fini e altre novelle, elle remporte le concours organisé par la revue La donna, en 1910, elle est publiée chez des éditeurs prestigieux et elle est admirée par des grandes plumes de la littérature italienne de l'époque, tels Verga et Borgese. Cependant, sa renommée commence à faiblir dès qu'elle cesse de publier — la période fasciste n'est guère favorable à la critique sociale — et elle tombe dans l'oubli après sa mort. Toutefois, dans les années 1980, Leonardo Sciascia la sort de l'ombre, suscitant la réédition de plusieurs de ses œuvres chez l'éditeur palermitain Sellerio et, par la suite, des traductions dont celles en langue française chez Actes Sud.

## Œuvres

### Nouvelles

#### Traduites en français
Petits remous : nouvelles, Actes sud, 1990 ((it) Piccoli gorghi, Sandron, 1911), nouvelles, trad. Marguerite Pozzoli et Huguette Hatem, 247 p.  (ISBN 2-86869-537-X). Réédité en 1988 par Sellerio (Palerme).
Petites personnes : nouvelles ; suivi de Après l'hiver, Actes sud, 2000 ((it) Personcine, A. Vallardi, 1921), trad. Marguerite Pozzoli, 225 p.  (ISBN 2-7427-2644-6). En 1998, Sellerio (Palerme) réédite Personcine et publie pour la première fois Dopo l'inverno.
La Maison paternelle  et autres nouvelles, Actes sud, 1987 ((it) Casa paterna, Sellerio, 1981), trad. Marguerite Pozzoli, 107 p.  (ISBN 2-86869-186-2). Publié en français avec une postf. d'Annie Messina et en italien avec une présentation de Leonardo Sciascia.
La robe couleur café ; suivi des Lettres de Maria Messina à Giovanni Verga, Actes sud, 1991 ((it) Gente che passa, Sellerio, 1989), trad. Marguerite Pozzoli, 301 p.  (ISBN 2-86869-732-1)

#### Non traduites en français
(it) Pettini fini e altre novelle, Sandron, 1909. Réédité en 1996 par Sellerio (Palerme).
(it) Le briciole del destino, Treves, 1918. Réédité en 1996 par Sellerio (Palerme).
(it) II guinzaglio, Treves, 1921. Réédité en 1996 par Sellerio (Palerme).
(it) Ragazze siciliane, Le Monnier, 1921. Réédité en 1997 par Sellerio (Palerme).
(it) Il pigiama del moralista, Il Fauno, 1927. Réédité en 2018 par Ecra (Rome).

### Romans

#### Traduits en français
La Maison dans l'impasse, Actes sud, 1989 ((it) La casa nel vicolo, Treves, 1921), trad. Marguerite Pozzoli, 163 p.  (ISBN 2-86869-084-X). Publié en français avec un avant-propos de Leonardo Sciascia ; réédité en 1982 par Selerio (Palerme) et en 2020 par les éditions Cambourakis au format poche.
Severa : roman ((it) L'amore negato, Ceschina, 1928), trad. Marguerite Pozzoli, 149 p.  (ISBN 2-7427-0090-0). Réédité en 1993 par Selerio (Palerme) et en 2021 par les éditions Cambourakis au format poche.
Une fleur qui ne fleurit pas, éditions Cambourakis, 2022 ((it) Un fiore che non fiorì, Treves, 1923), trad. Marguerite Pozzoli, 152 p.  (ISBN 978-2-36624-654-4). Réédité en 2017 par les Edizioni Croce (Rome).

#### Non traduits en français
(it) Alla deriva, Treves, 1920. Réédité en 2017 par les Edizioni Croce (Rome).
(it) Primavera senza sole, Giannini, 1920. Réédité en 2017 par les Edizioni Croce (Rome).
(it) Le pause della vita, Treves, 1926. Réédité en 2017 par les Edizioni Croce (Rome).

### Littérature jeunesse
(it) I racconti di Cismè, Sandron, 1912
(it) Pirichitto, Sandron, 1914
(it) Cenerella, Bemporad, 1918
(it) I figli dell'uomo sapiente, Sandron, 1920
(it) II galletto rosso e blu e altre storielle, Sandron, 1921
(it) II giardino dei Grigoli, Treves, 1922
(it) I racconti dell'Avemmaria, Sandron, 1922
(it) Storia di buoni zoccoli e di cattive scarpe, Bemporad, 1926